# ITunes Store
Cửa hàng iTunes (tên gốc: iTunes Store, tên ban đầu là iTunes Music Store) là một cửa hàng đa phương tiện kỹ thuật số, phát hành các ca khúc, bài nhạc, chương trình truyền hình, phim và sách online cho các thiết bị iPhone, iPad chạy hệ điều hành iOS do Apple Inc. sáng lập. Cửa hàng được mở cửa từ ngày 28 tháng 4 năm 2003 và là nhà cung cấp âm nhạc lớn nhất tại Hoa Kỳ kể từ tháng 4 năm 2008 và trên toàn cầu kể từ tháng 2 năm 2010. iTunes Store sở hữu 37 triệu bài hát, 700 nghìn ứng dụng, 190 nghìn tập chương trình truyền hình và 45 nghìn phim điện ảnh tính đến ngày 12 tháng 9 năm 2012. Tổng thu nhập của Cửa hàng trong quý đầu năm 2011 là gần 1.4 tỷ đô-la Mỹ, với 25 tỷ bài hát được bán ra trên toàn cầu. Tính đến tháng 6 năm 2013, Cửa hàng có 575 triệu tài khoản người dùng hoạt động và phục vụ hơn 315 triệu thiết bị di động, bao gồm Apple Watch, iPod, iPhone, Apple TV và iPad.
Cũng như ứng dụng trên App Store, người dùng có thể tải xuống và thanh toán dễ dàng qua Apple ID với Apple Gift Cards hay thẻ thanh toán quốc tế.
iTunes Store còn có bảng xếp hạng iTunes các bài hát thịnh hành và là một trong những bảng xếp hạng âm nhạc quan trọng trên thế giới.

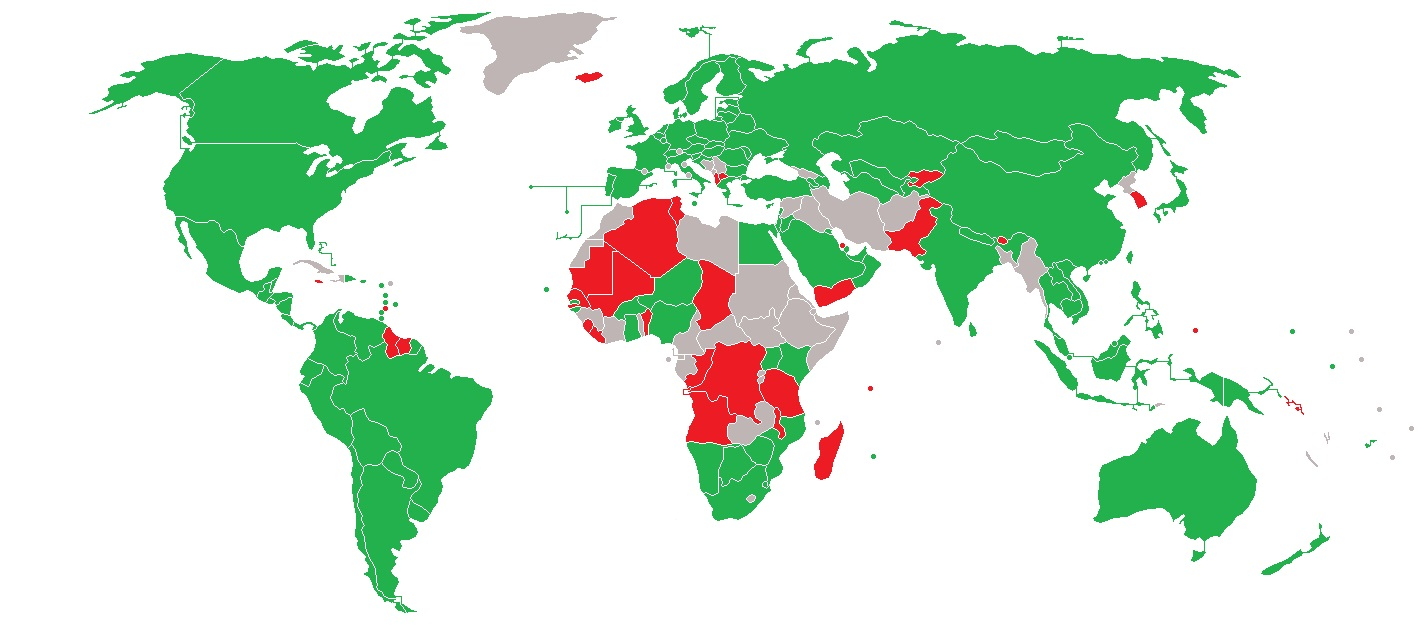
iTunes Store tại các quốc gia. Màu xanh lá cây: có đầy đủ chức năng hoàn chỉnh (âm nhạc, ứng dụng, video, v.v.)
Màu đỏ: khả dụng, với một số hạn chế nhất định (chỉ ứng dụng, iTunes U, v.v.)